# Horst Schneider (Historiker)
Horst Schneider (* 25. Oktober 1927 in Penzig, Kreis Görlitz; † 23. Mai 2018) war ein deutscher Historiker, Autor und SED-Funktionär. Von 1990 bis 1994 war er Stadtverordneter der Partei des Demokratischen Sozialismus (PDS) in Dresden.

## Leben
Schneider wurde als Sohn eines Glasmachers in Penzig, unweit von Görlitz geboren. Kindheit und Jugend verbrachte er in Görlitz. Im Zweiten Weltkrieg war er ab September 1943 als Luftwaffenhelfer eingesetzt, von Dezember 1944 bis April 1945 war er Soldat. Im Dezember 1945 kehrte er nach Hause zurück.
Schneider trat im März 1946 in die KPD ein und wurde nach deren Zwangsvereinigung mit der SPD im Folgemonat SED-Mitglied. Außerdem gehörte er der FDJ an. Er besuchte 1946 einen Neulehrerausbildungskurs und wurde bis 1953 Neulehrer, Lehrer und schließlich Direktor einer Schule in Niesky. 1954 nahm er an einem Einjahreslehrgang an der Zentralschule des SED-Zentralkomitees in Erfurt teil.
Von 1955 bis 1990 arbeitete Schneider mit Unterbrechungen an der Pädagogischen Hochschule „Karl Friedrich Wilhelm Wander“ Dresden (PH), die bis 1967 ein Pädagogisches Institut war. Dabei wirkte er von 1955 bis 1957 und von 1963 bis 1967 jeweils als hauptamtlicher SED-Parteisekretär. Von 1957 bis 1961 hatte er eine planmäßige wissenschaftliche Aspirantur am Institut für Gesellschaftswissenschaften beim ZK der SED in Ost-Berlin inne. Von 1961 bis 1963 unterrichtete er als Lehrer am Pädagogischen Institut Dresden. 1963 promovierte er bei Horst Lehfeld und Gerhard Liebig über Die Aktionen der britischen Friedensbewegung im Kampf für die allgemeine Abrüstung und einen Friedensvertrag mit Deutschland, gegen die Atomstrategie der NATO und die ausländischen Militärstützpunkte.
Schneider war von 1964 bis 1990 Mitglied des Präsidiums der Liga für die Vereinten Nationen in der DDR.
Ab September 1967 war Schneider Dozent für die „Geschichte des sozialistischen Weltsystems“ an der PH Dresden. 1970 übernahm er als Konsul die Leitung der Auslandsvertretung der DDR in Tansania-Sansibar. 1973 kehrte er als Dozent an die PH Dresden zurück. 1977 erfolgte dort seine Promotion B zum Thema Der imperialistische Charakter und die aggressive Zielstellung der Politik der BRD gegenüber der ČSSR Ende der sechziger Jahre, unter besonderer Berücksichtigung des Inhalts und der Methoden der ideologischen Diversion.
Von September 1980 bis 1984 war Schneider zunächst außerordentlicher, ab September 1984 dann ordentlicher Professor für „Allgemeine Geschichte der neuesten Zeit“. Von 1978 bis 1985 war er außerdem Direktor der Sektion Freundschaftspionierleiter/Geschichte bzw. Germanistik/Geschichte/Kunsterziehung. Von 1986 bis 1989 leitete er als Direktor die Sektion Marxismus-Leninismus an der PH Dresden. 1984 erhielt er den Vaterländischen Verdienstorden in Gold. 1990 wurde er entlassen.
Schneider war von 1990 bis 1994 für die PDS Mitglied der Dresdner Stadtverordnetenversammlung und dort Alterspräsident. Ab 1997 gehörte er dem „Ältestenrat“ beim Vorsitzenden der PDS an und ab 1999 dem Vorstand des Marxistischen Forums Sachsen bei der PDS.
Sein Buch Das Gruselkabinett des Dr. Knabe(lari) – gemeint war der Direktor der Gedenkstätte Berlin-Hohenschönhausen Hubertus Knabe – wurde von Karl Wilhelm Fricke als „denunziatorische Schmähschrift“ bezeichnet, die „den Stasi-Geschichtsrevisionismus mit bemerkenswerter Offenheit einfordert“.
Durch von Schneider gelieferte Informationen wurde der Historiker Michael Richter als Stasi-IM enttarnt.
Schneider gehörte zu den ständigen Autoren der Monatsschrift „RotFuchs“.

## Schriften
- Aktionseinheit schlug Kapp. Die Dresdner Arbeiter im Kampf gegen den Kapp-Putsch im März 1920. (= Beiträge zur Geschichte der Dresdner Arbeiterbewegung Heft 6). Museum für Geschichte der Dresdner Arbeiterbewegung, Dresden 1960.
- mit Thilo Fischer: Was des Volkes Hände schaffen soll des Volkes eigen sein. Der Volksentscheid über die Enteignung der Kriegs- und Naziverbrecher am 30. Juni 1946 in Sachsen. Teil 2: Chronik und Dokumente. (Hrsg.) Dresdener Studiengemeinschaft Sicherheitspolitik (DSS) e. V.: DSS-Arbeitspapiere, Dresden 1996, Heft 24.
- Todesurteile am Münchner Platz. Fakten, Folgen und Fragen zum Dresdner Landgericht. Verlag am Park, Berlin 1997, ISBN 3-932180-35-6.
- Sie „ereilte“ ein Auftrag. Richter/Schmeitzners „staatlich verordnete“ Story vom Giftmord an Ministerpräsident Dr. Rudolf Friedrichs. „Geschichtsbewältigung“ 1999 made in Sachsen. Selbstverlag, o. O. [1999].
- Es gibt auch für Kriegsgegner Gewißheiten, die aus der Geschichte erwachsen. In: Chancen und Hindernisse auf dem Weg zu einem friedlichen Europa. Beiträge zum Neunten Dresdner Friedenssymposium am 10. Februar 2001. (Hrsg.) Dresdener Studiengemeinschaft Sicherheitspolitik (DSS) e. V.: DSS-Arbeitspapiere, Dresden 2001, Heft 58, S. 35–37.
- Gedanken zum „Appell aus Dresden“. Mit Anhang: Berliner Appell. In: Gegen Terror(ismus) und Krieg. Für gemeinsame Sicherheit und eine gerechte Welt. Beiträge zum Zehnten Dresdner Friedenssymposium am 16. Februar 2002. (Hrsg.) Dresdener Studiengemeinschaft Sicherheitspolitik (DSS) e. V.: DSS-Arbeitspapiere, Dresden 2002, Heft 61, S. 33–36. urn:nbn:de:bsz:14-qucosa2-340191
- Geschichtsbild und Friedenspflicht. In: Gewaltfrieden nach dem Willen der einzigen Weltmacht? Wege aus der Gefahr. Beiträge zum 11. Dresdner Friedenssymposium am 22. Februar 2003. (Hrsg.) Dresdener Studiengemeinschaft Sicherheitspolitik (DSS) e. V.: DSS-Arbeitspapiere, Dresden 2003, Heft 65, S. 80–81.
- Das Hannah-Arendt-Institut im Widerstreit politischer Interessen. Spotless, Berlin 2004, ISBN 3-933544-96-3.
- Durch Vernunft zum Frieden. In: Gibt es in der Frage Krieg oder Frieden noch den Westen? Beiträge zum 12. Dresdner Friedenssymposium am 14. Februar 2004. (Hrsg.) Dresdener Studiengemeinschaft Sicherheitspolitik (DSS) e. V.: DSS-Arbeitspapiere, Dresden 2004, Heft 69, S. 38–40.
- Anmerkungen zur Rolle Dresdens bei der Kriegsplanung und psychologischen Kriegführung in der jüngsten deutschen Geschichte. In: Die Planung weltweiter Interventionskriege, das Völkerrecht und die Zukunft der Menschheit. Beiträge zum 13. Dresdner Friedenssymposium am 12. Februar 2005. (Hrsg.) Dresdener Studiengemeinschaft Sicherheitspolitik (DSS) e. V.: DSS-Arbeitspapiere, Dresden 2005, Heft 79, S. 39–47.
- Die israelische Politik und das Völkerrecht. In: Friedensdiplomatie statt Militärintervention. Für Frieden im Nahen Osten nach dem Vorbild der KSZE. Beiträge zum 15. Dresdner Friedenssymposium am 17. Februar 2007. (Hrsg.) Dresdener Studiengemeinschaft Sicherheitspolitik (DSS) e. V.: DSS-Arbeitspapiere, Dresden 2007, Heft 85, S. 13–19.
- Hysterische Historiker: vom Sinn und Unsinn eines verordneten Geschichtsbildes ; eine Streitschrift wider bestimmte Totalitarismusforscher, DDRologen und Renegaten, Verlag Wiljo Heinen, Böklund 2007, ISBN 978-3-939828-14-3.
- Gruselstory Checkpoint Charlie. „Die Frau vom Checkpoint Charlie“ – leidvolle Wahrheit oder Lügengeschichte? (= Rote Taschenbücher Band 4). Verlag Wiljo Heinen, Böklund 2008, ISBN 978-3-939828-22-8.
- Gedanken zum Kolloquiumsthema. In: Deutschland – europäische Zivilmacht oder weltweit agierende Militärmacht? Beiträge zum 16. Dresdner Friedenssymposium am 16. Februar 2008. (Hrsg.) Dresdener Studiengemeinschaft Sicherheitspolitik (DSS) e. V.: DSS-Arbeitspapiere, Dresden 2008, Heft 90, S. 30–32.
- Gedanken zum Kolloquiumsthema. In: Gleiche Sicherheit für alle statt NATO-Vorherrschaft. Beiträge zum 17. Dresdner Friedenssymposium am 21. Februar 2009. (Hrsg.) Dresdener Studiengemeinschaft Sicherheitspolitik (DSS) e. V.: DSS-Arbeitspapiere, Dresden 2009, Heft 94, S. 53–54. urn:nbn:de:bsz:14-qucosa2-339884
- Schwarz-Rot-Goldene Worte: was Politiker der „Wiedervereinigung“ gewollt und versprochen haben, Berlin 2009, Verlag Wiljo Heinen, ISBN 978-3-939828-50-1.
- Unter dem Dach der Kirche: „Bürgerrechtler“ in der DDR, Verlag Wiljo Heinen, Berlin 2010, ISBN 978-3-939828-59-4.
- Artikel 23: kein Anschluss unter dieser Nummer Dresden, Auruspress 2011, ISBN 978-3-940183-07-1.
- Das Gruselkabinett des Dr. Knabe(lari), mit einem Vorw. von Klaus Huhn, Berlin: Spotless 2011 (2. Auflage), ISBN 978-3-360-02046-8. (Buch über die Gedenkstätte Berlin-Hohenschönhausen)
- Streitbar. Im Streit für Frieden, Menschenrechte und gesellschaftlichen Fortschritt. Texte aus fünf Jahrzehnten, Verlag Wiljo Heinen, Berlin/Böklund 2012, ISBN 978-3-95514-001-4